# Saint-Jacques-de-Thouars
Saint-Jacques-de-Thouars is een gemeente in het Franse departement Deux-Sèvres (regio Nouvelle-Aquitaine) en telt 462 inwoners (1999). De plaats maakt deel uit van het arrondissement Bressuire.

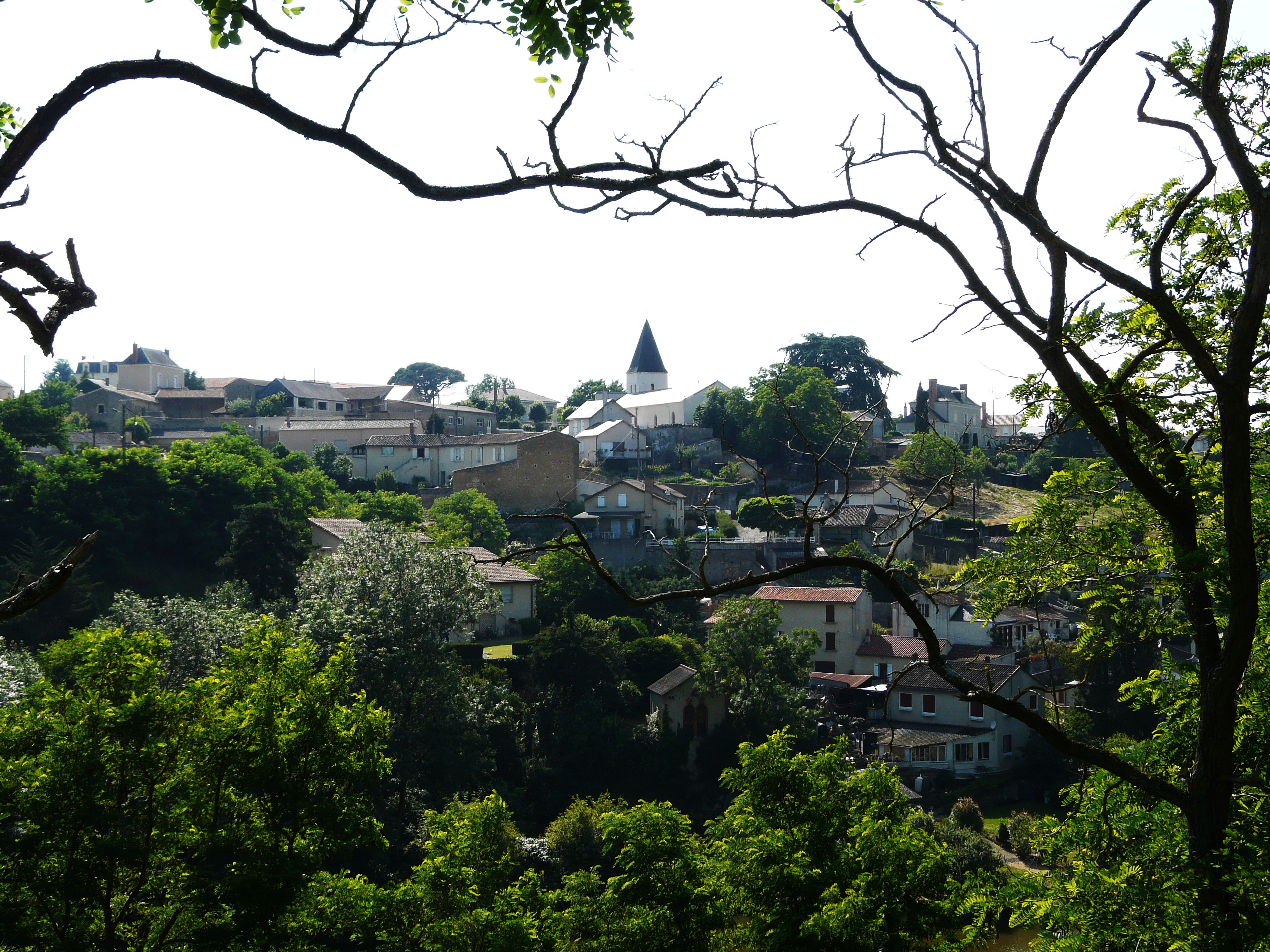
Saint-Jacques-de-Thouars
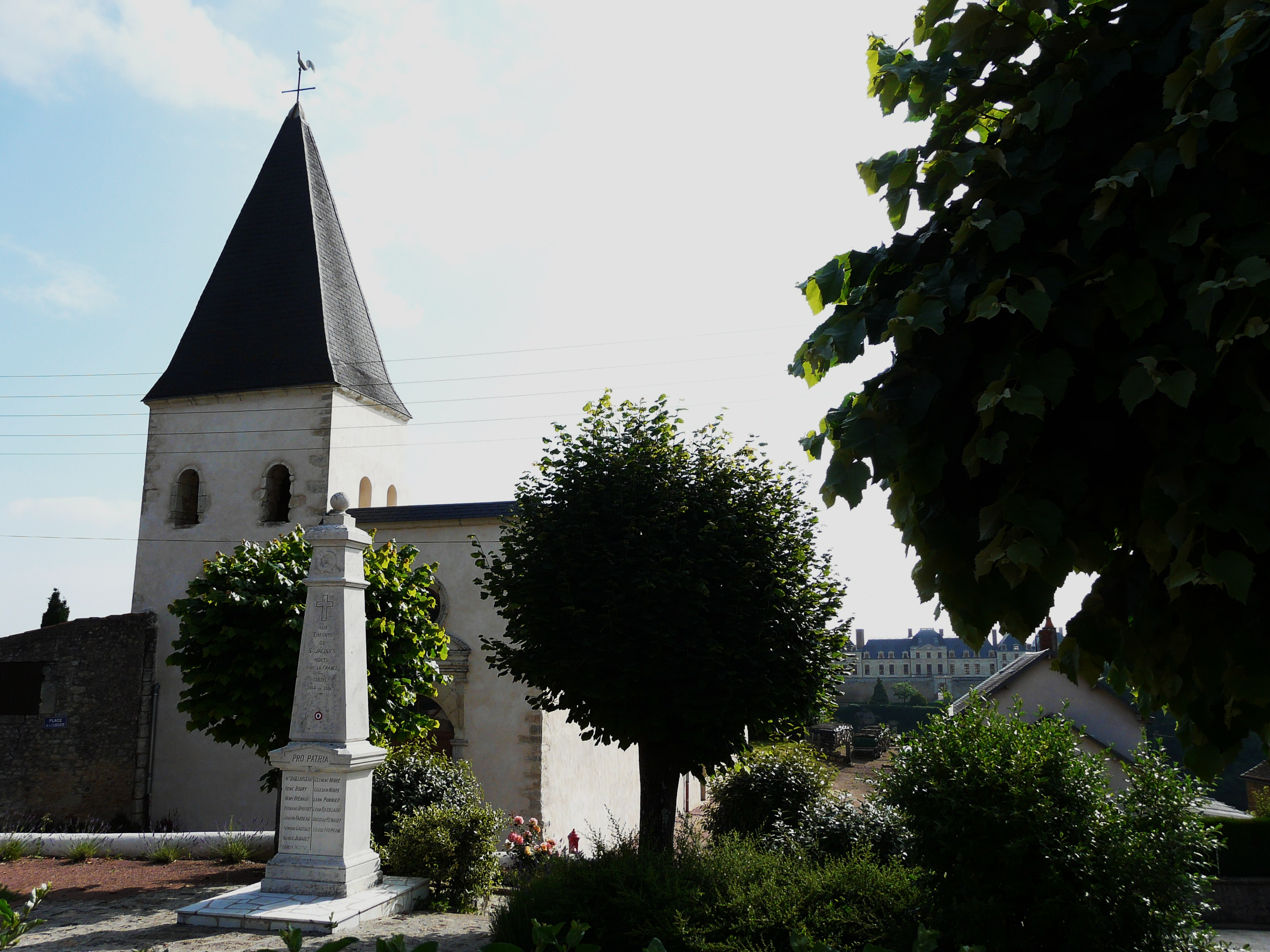
Kerk van Saint-Jacques-de-Thouars

## Geografie
De oppervlakte van Saint-Jacques-de-Thouars bedraagt 5,5 km², de bevolkingsdichtheid is 84,0 inwoners per km².

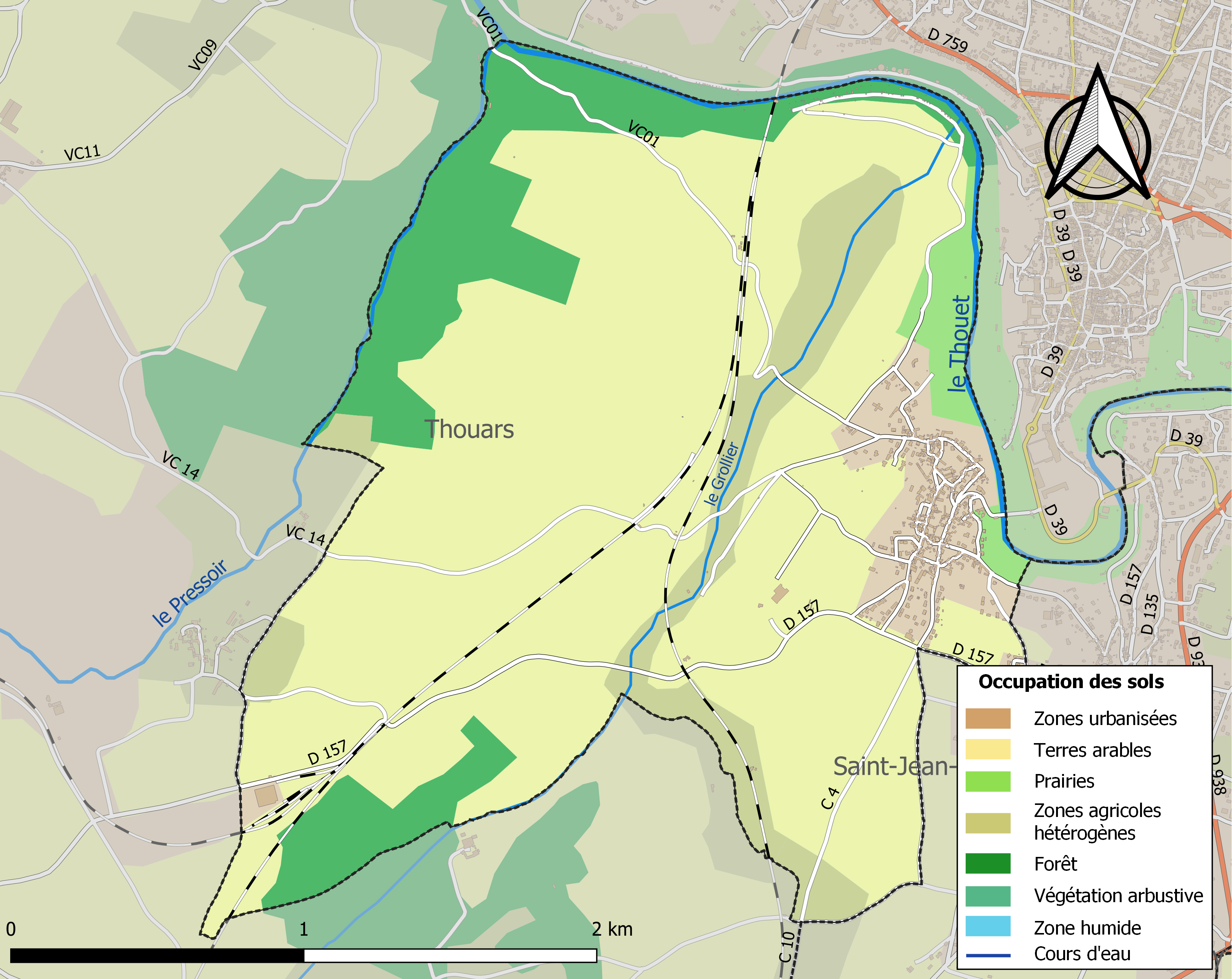
Kaart van de gemeente met de belangrijkste infrastructuur, bodemgebruik en omliggende gemeenten

## Demografie
Onderstaande figuur toont het verloop van het inwonertal (bron: INSEE-tellingen).